# Sympathicomimétique
Les sympathicomimétiques (ou sympathomimétiques) sont une classe de médicaments dont les propriétés imitent la stimulation du système nerveux sympathique. Dès lors, ils accélèrent la fréquence cardiaque, dilatent les bronchioles, et provoquent en général une contraction des vaisseaux sanguins (vasoconstriction).
Les sympathicomimétiques comprennent des substances naturelles telles l'adrénaline (ou épinéphrine, épirénamine, levorénine ou suprarénine), la noradrénaline et d'autres catécholamines comme la dopamine, ou tirées de plantes comme l'éphédrine, issue de l'éphédra, ou de synthèse, comme la pseudoéphédrine, la phényléphrine et la phénylpropanolamine. Ils comprennent également des psychotropes, naturels ou synthétiques comme la cathinone et l'amphétamine, alors utilisés pour leurs propriétés stimulantes. 
En médecine, ils sont fréquemment prescrits dans 
- les urgences cardiaques parmi lesquelles l'état de choc et l'anaphylaxie
- la congestion nasale (rhume), par voie locale ou générale
- le traitement du TDAH (Trouble de Déficit de l'Attention) , ou de la narcolepsie.
- l'asthme, sous forme de spray, poudre à inhaler, etc.
- la menace d'accouchement prématuré, comme tocolytique

## Principaux sympathicomimétiques utilisés en cas deBPCO

### Bêta2-mimétiques à courte durée d'action
- Fénotérol (Berotec)
- Salbutamol (Ventoline, Airomir)
- Terbutaline (Bricanyl)
- Tulobutérol (Respacal)

### Bêta2-mimétiques à longue durée d'action
- Formotérol (Foradil, Oxis)
- Salmétérol (Serevent)

## Utilisation chez le sportif
Les sympathicomimétiques sont considérés comme produits dopants.

## Sympathicomimétiques d'action centrale

### Psychostimulants
- Amphétamine
- Méthamphétamine
- MDMA
- Méthylphénidate (Ritaline, Concerta)
- Éphédrine (et ses deux énantiomères appelés pseudoéphédrine)
- Synéphrine (en)
- Cathinone (principe actif du khat)